# Куена
Куена (*тай. กือนา;д/н — 1385) — 6-й володар держави Ланна у 1355—1385 роках.

## Життєпис
Син володаря Пхаю. При сходженні того на трон у 1336 році був призначений намісником Чіангсени, щоб захищати північні землі держави. 1355 року після смерті батька успадкував владу, прийнявши тронне ім'я Пхая Тхаммікарат.
Продовжив політику Пхаю, підтримуючи мир з сусідами та в середині Ланни. Припинив практику сплати данину народу хані, що мешкав на північний схід.
Також активно підтримував розвиток буддизму, запросивши до себе ченців буддійської громади Лангкавонг з Шрі-Ланки, що вважався прихильником більш чистих традицій буддизму на противагу буддизму в царстві Ава. Ймовірно тут був присутній більш політичний момент: Куена не бажав поширення на свою країну культурного та релігійного впливу могутньої Ави. 8400 буддистів були проведені скрізь очищувальні обряди згідно норм Лангкавонгу.

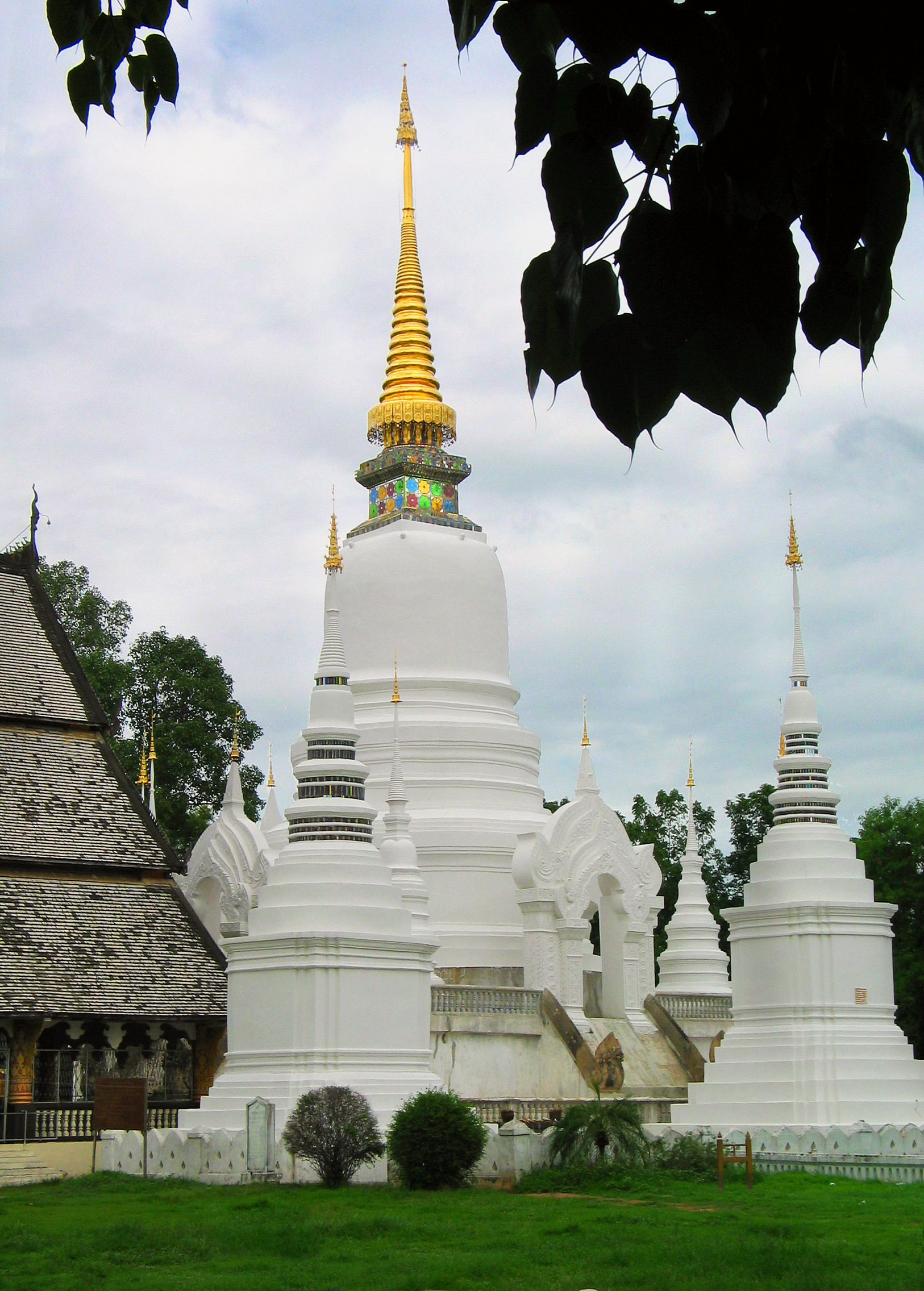
Ват Суан Док

У 1369 році запросив ченця Сумана Тхеру з Сукхотаї, яке на той час поринуло у кризу внаслідок війни з Аюттхаєю. Той прибув зі святими реліквіями Будди та зупинився в Ват Пхра Юен у Харіпхунчаї протягом сезону дощів. У 1371 році Куена наказав побудувати храм Ват Суан Док (або Бупфарам) у стародавньому квітковому саду Пхайом для Сумани Тхери, який тепер регулярно приїздив сюди на сезон дощів до 1389 року. Ченці з Чіангсена і Чіангтунга приходили до Ват Суан Док на навчання. У 1373 році був побудований Куена Віанг Суан Док, де зберігалися святині Будди.
Помер Куена 1385 року. Йому спадкував син Сенмуангма.